# Casimir François Henri Barjavel
Pour les articles homonymes, voir Barjavel.
 (juillet 2024).
Si vous disposez d'ouvrages ou d'articles de référence ou si vous connaissez des sites web de qualité traitant du thème abordé ici, merci de compléter l'article en donnant les références utiles à sa vérifiabilité et en les liant à la section « Notes et références ».
Casimir-François-Henri Barjavel, né le 4 avril 1803 à Carpentras et mort le 26 septembre 1868 à Carpentras, est un médecin, un homme politique, un historien et un bibliophile français.

## Biographie
Casimir fit ses études à la Faculté de Médecine de Montpellier où il obtint son diplôme, puis revint à Carpentras où il exerça sa profession jusqu'à sa mort.

### Maire de Carpentras
Il fut maire de Carpentras à 30 ans, et membre du Comité d'administration de la bibliothèque Inguimbertine de 1839 à 1859.

### Historien de Vaucluse
Il fut surtout historien du Comtat Venaissin et de Vaucluse, représentant typique de ces notables et érudits locaux qui poussèrent à la constitution de fonds locaux dans les bibliothèques.
Il fit don de ses collections à sa ville, enrichissant ainsi d'environ 10 000 volumes le fonds local de la bibliothèque Inguimbertine. 
S'il rassembla avec acharnement à peu près tout ce qui avait été écrit sur le Comtat Venaissin, les œuvres d'écrivains originaires du Comtat, les volumes et les brochures sorties des presses d'Avignon, d'Orange, d'Apt et de Carpentras, sa collection est aussi celle d'un bibliophile du XIXe siècle, avec ses reliures de Bozérian, Duru, Lortic père, Niédrée, Simier, Thouvenin, ou encore Trautz-Bauzonnet.
Il légua en outre à sa ville pour la Bibliothèque Inguimbertine, des monnaies, médailles, gravures, tableaux et du mobilier, et assura la conservation de ses collections par la constitution d'une rente sur capital. Une partie du mobilier et des tableaux sont visibles au Musée Comtadin-Duplessis et au Musée Sobirats.

## Publications
- Traité complet de la culture de l'olivier, Éd. Camoin, 1830.
- Dictionnaire Historique, Biographique et Bibliographique du Département de Vaucluse. Recherches pour servir à l'Histoire scientifique, littéraire et artistique, ainsi qu'à l'Histoire religieuse, civile et militaire des Villes et Arrondissements d'Avignon, de Carpentras, d'Apt et d'Orange, Tome I [lire en ligne] et II [lire en ligne], Carpentras, Imprimerie de L. Devillario, 1841.
- Dictons et sobriquets patois des villes : bourgs et villages du Département de Vaucluse, traduits, éclaircis et annotés, Carpentras, Typographie de L. Devillario, 1853.
- Notre Dame de Sainte-Garde-des-Champs ; son berceau, son accroissement, ses vicissitudes, sa transformation, Carpentras, Typographie de J.A. Ed. Rolland, 1864.
- Le seizième siècle au point de vue des convictions religieuses, principalement dans les contrées dont a été formé le département de Vaucluse : esquisse historico-philosophique et bio-bibliographique, ou l'on essaye d'interpréter une inscription gravée sur la tour de la grande horloge d'Apt, Carpentras, Imprimerie J.A. Ed. Rolland, 1866.